# Skarpnäcks gård (stadsdel)
Skarpnäcks gård är en stadsdel i Söderort inom Stockholms kommun. Stadsdelen gränsar till Flaten, Orhem, Sköndal, Gubbängen, Gamla Enskede, Enskededalen, Kärrtorp, Bagarmossen samt till Älta i Nacka kommun. Stadsdelen bildades 1963 av de tidigare stadsdelarna Pungpinan och Skarpnäck.

## Historik

### Herrgården

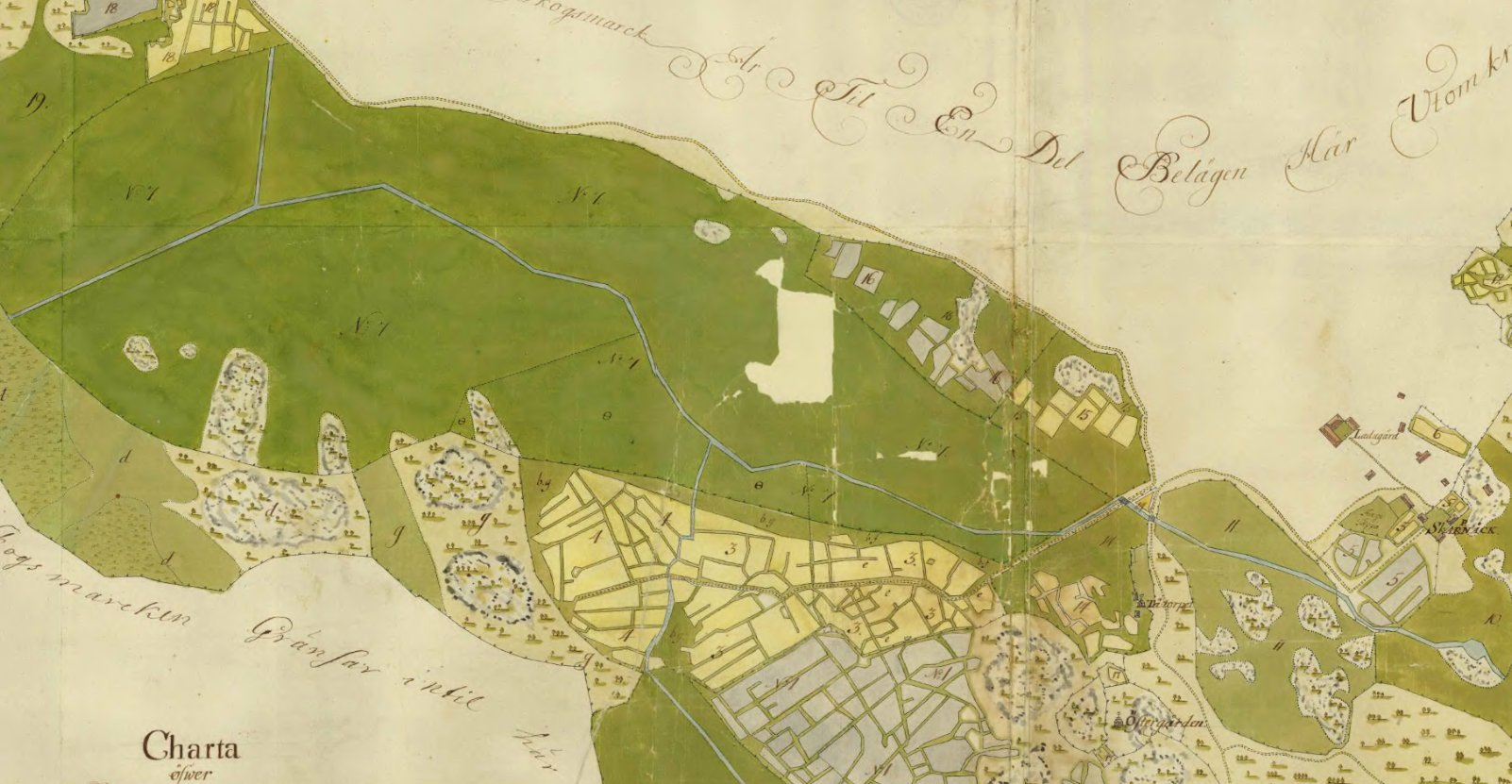
Skarpnäck 1756.

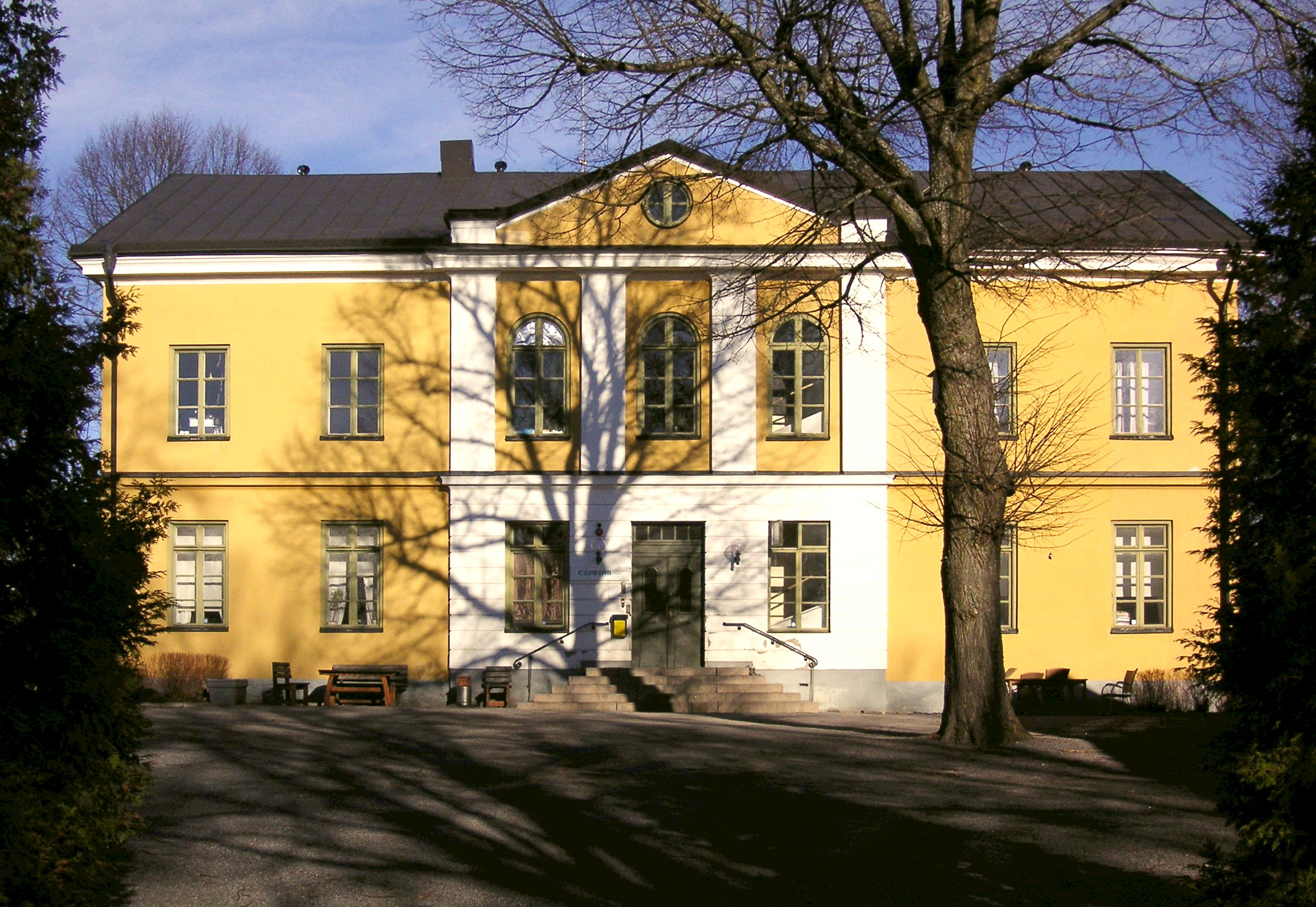
Skarpnäcks herrgård, 2008.

Säteriet Skarpnäck bildades 1660 av ägaren till Tyresö slott, Maria Sofia De la Gardie efter att hon blivit ägare till gårdarna i Skarpa by. Skarpa by i sin tur omnämns första gången 1318. Byn hade då kort tid innan etablerats som tre landbohemman av godsen Årsta, Boo och Tyresö.
Skarpnäcks herrgård uppfördes i anslutning till säteriets bildande. Gårdens nuvarande huvudbyggnad uppfördes 1865–1867 av den tyske ölbryggaren Friedrich Rudolph Neumüller. Egendomen såldes 1922 för 2,4 miljoner kronor till Stockholms stad. Från 1927 användes gården som ålderdomshem, och från slutet av 1960-talet har här funnits verksamhet för hemlösa och vårdbehövande män under namnet Skarpnäcksgården.

### Stadsdelen

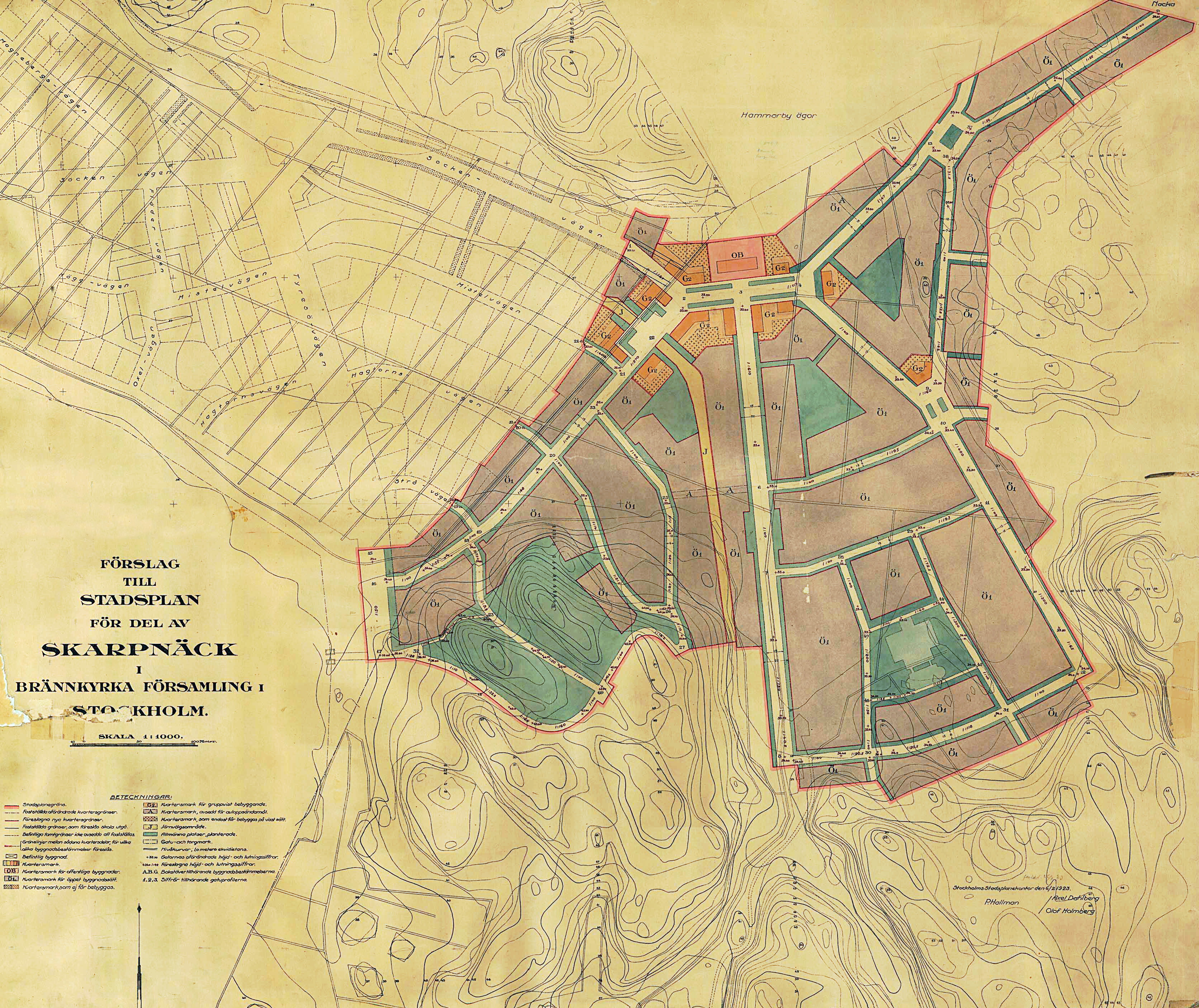
Skarpnäcks stadsplan 1923.

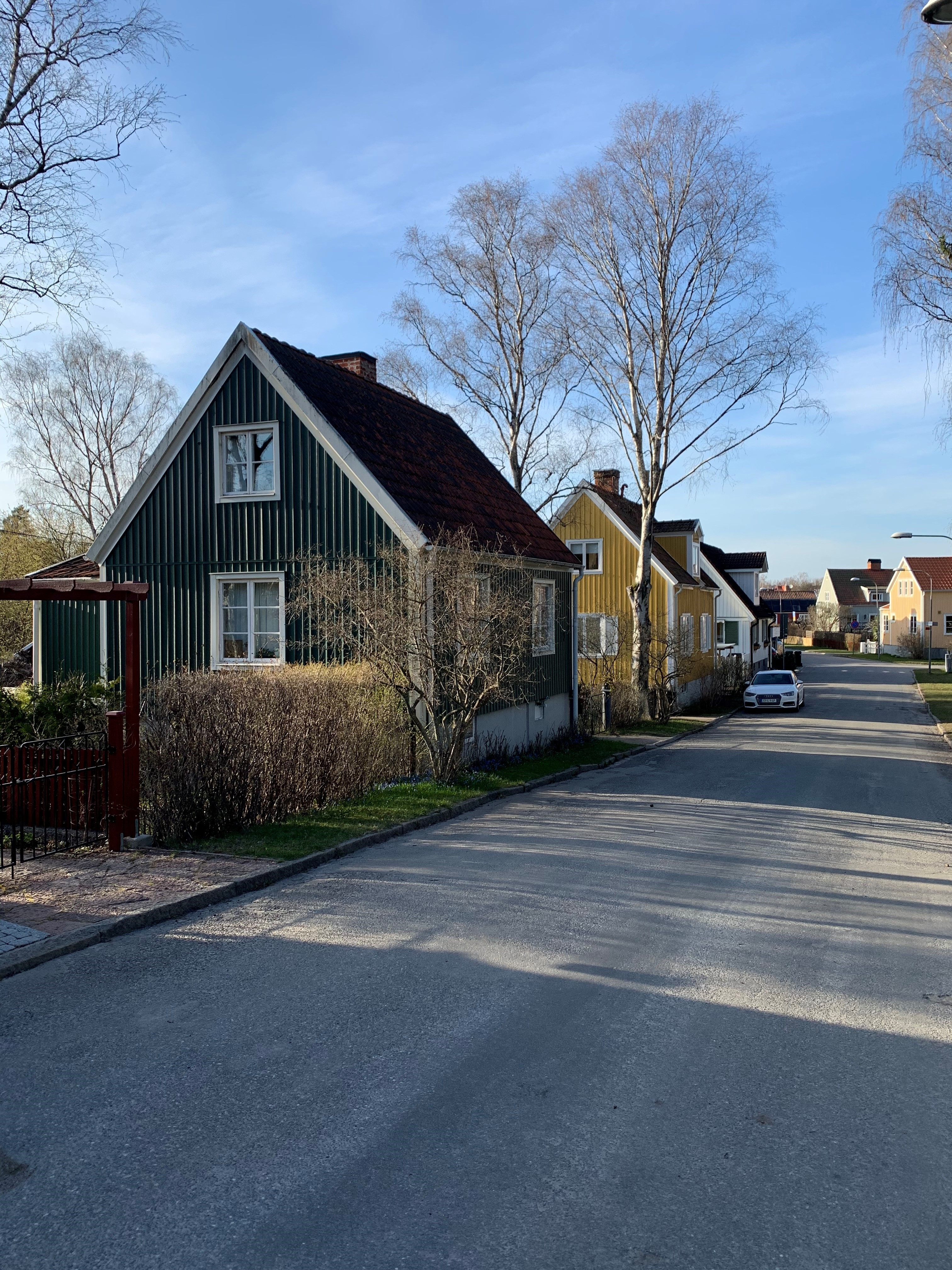
Lagmansvägen, hus från 1920-talet

Den första stadsplanen med småhus i den norra delen togs fram 1923 av Per-Olof Hallman, och avsåg områdena kring Riksrådsvägen och Kanslervägen. Här låg Bagaremossen (med "e") som sedermera skulle ge stadsdelen Bagarmossen sitt namn. Småhusområdet kallades Skarpnäcks trädgårdsstad, och lite längre söderut, i området Pungpinan började man 1927 uppföra ytterligare hus. Idag finns här cirka 240 stugor. 1932 (1934) bildades stadsdelarna Pungpinan och Skarpnäck ur det område som utgjort godsets ägor, Där Skarpnäck låg norr om Skarpnäcksvägen och Pungpinan utgjorde området söder därom.
Från 1953–1956 uppfördes ett radhusområde kring Riksrådsvägen. Det var de schweiziska arkitekterna Charles Edouard och Léonie Geisendorf som ritade de cirka 100 hyresradhusen. I början av 1960-talet uppfördes ytterligare radhus kring Nämndemansbacken och Sekreterarbacken, arkitekt var Höjer & Ljungqvist.
År 1940 togs ett beslut om att Skarpnäcksfältet skulle användas som reservflygfält för jaktplan, men det kom aldrig i användning. Istället flyttade Stockholms Segelflygklubb dit. År 1981 togs beslut om att bebygga fältet med bostäder, och det började byggas i mitten av 1980-talet som en så kallad kvartersstad, kallad Skarpnäcksstaden, en sorts stad i miniatyr, med 3 400 lägenheter. Detaljplanen för området ritades av arkitekt Leif Blomquist på Stockholms stadsbyggnadskontor. Området består nästan uteslutande av röda tegelbyggnader och har fått utmärkelser för sin speciella arkitektur, bland dem kvarteret Varmfronten (ritad av Arken arkitekter) som 1983 tilldelades Kasper Salin-priset. Inom området finns radhus (i samfälligheten Molnflygaren) samt ett mindre industriområde. För Skarpnäcks Frikyrkoförsamling uppfördes 1985 Skarpnäckskyrkan på Skarpnäcks Allé 31.
Sedan 2005 har fler radhusområden börjat byggas, exempelvis i kvarteret Sparsamheten. Det finns gott om koloniträdgårdar i stadsdelen. Söder om Tyresövägen ligger områdena Listudden (anlagt 1942). De angränsande koloniområdena Odlaren (anlagt 1952) och Eken (anlagt 1953) ligger inom stadsdelen Orhem. Väster om Gamla Tyresövägen ligger Skarpnäcks koloniområde från 1936, med 554 lotter med stugor; lotterna är nästan uteslutande minst 300 kvadratmeter stora, medan stugorna i allmänhet mäter cirka 25 kvadratmeter. Koloniområdet utgör med sina 184 818 kvadratmeter odlad mark ett av de största koloniområdena i Europa.

## Demografi
År 2017 hade stadsdelen cirka 11 400 invånare, varav cirka 39,0 procent med utländsk bakgrund.

## Bilder

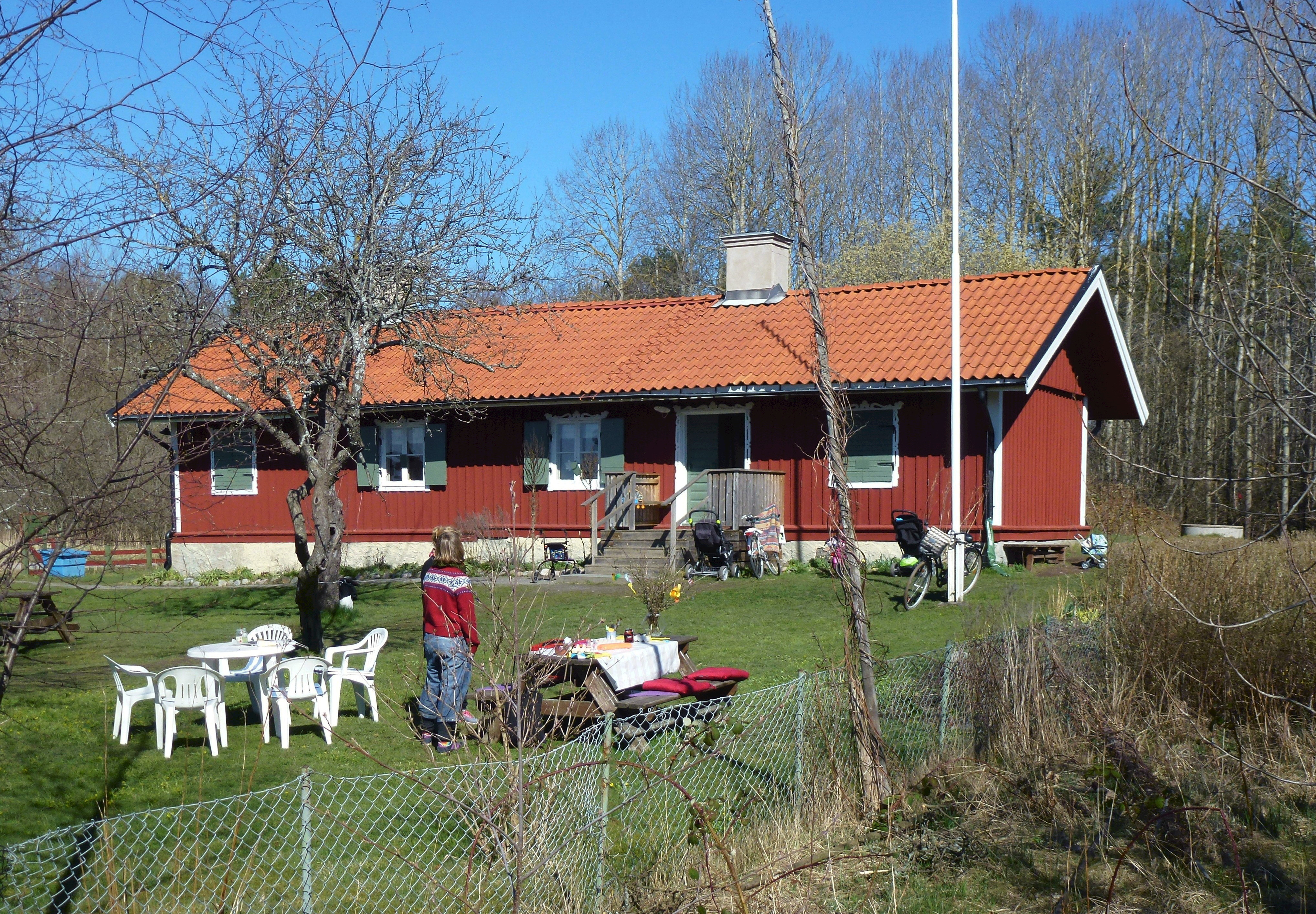
Bergholmstorpet 2014
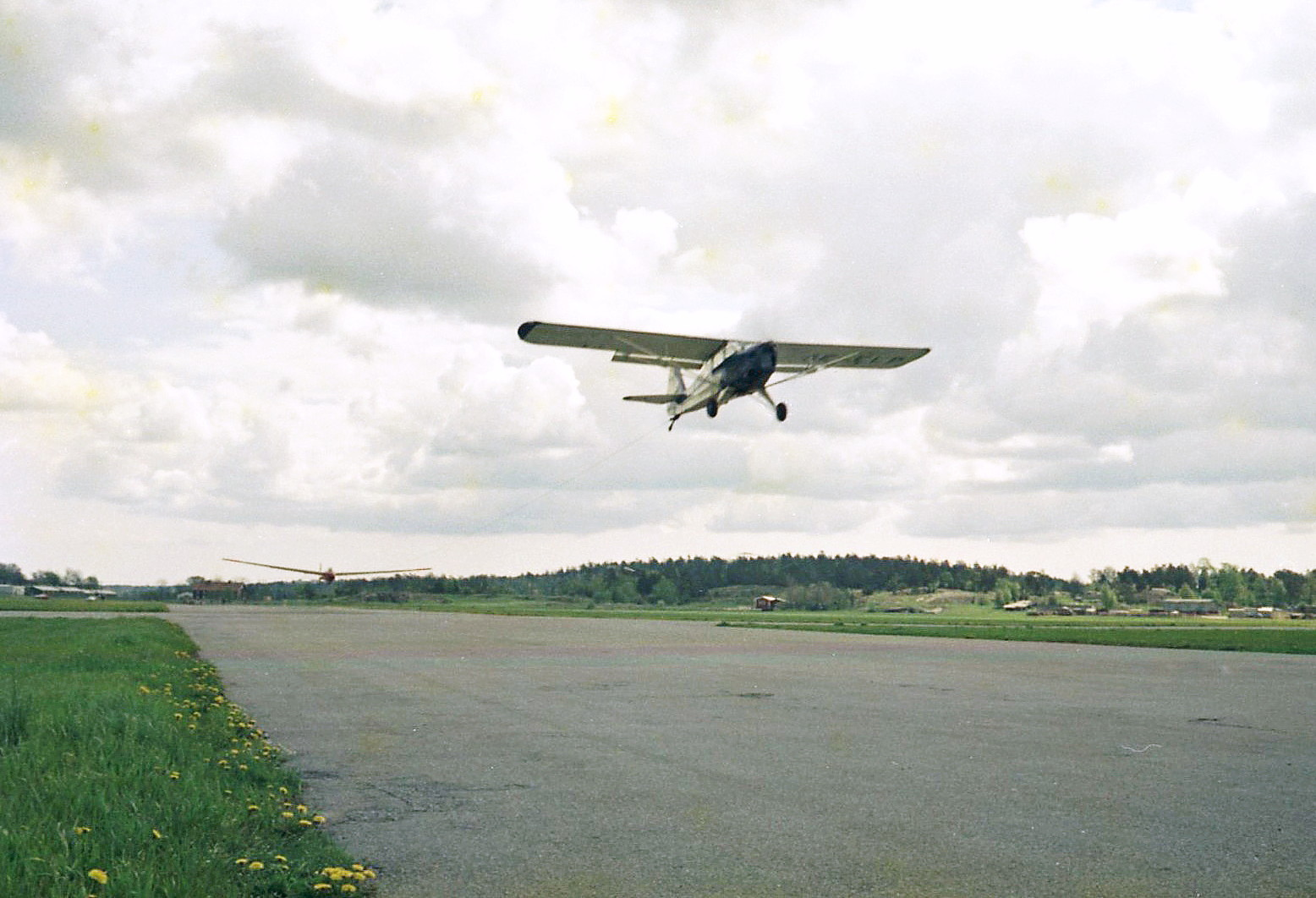
Segelflyg på Skarpnäcksfältet 1972
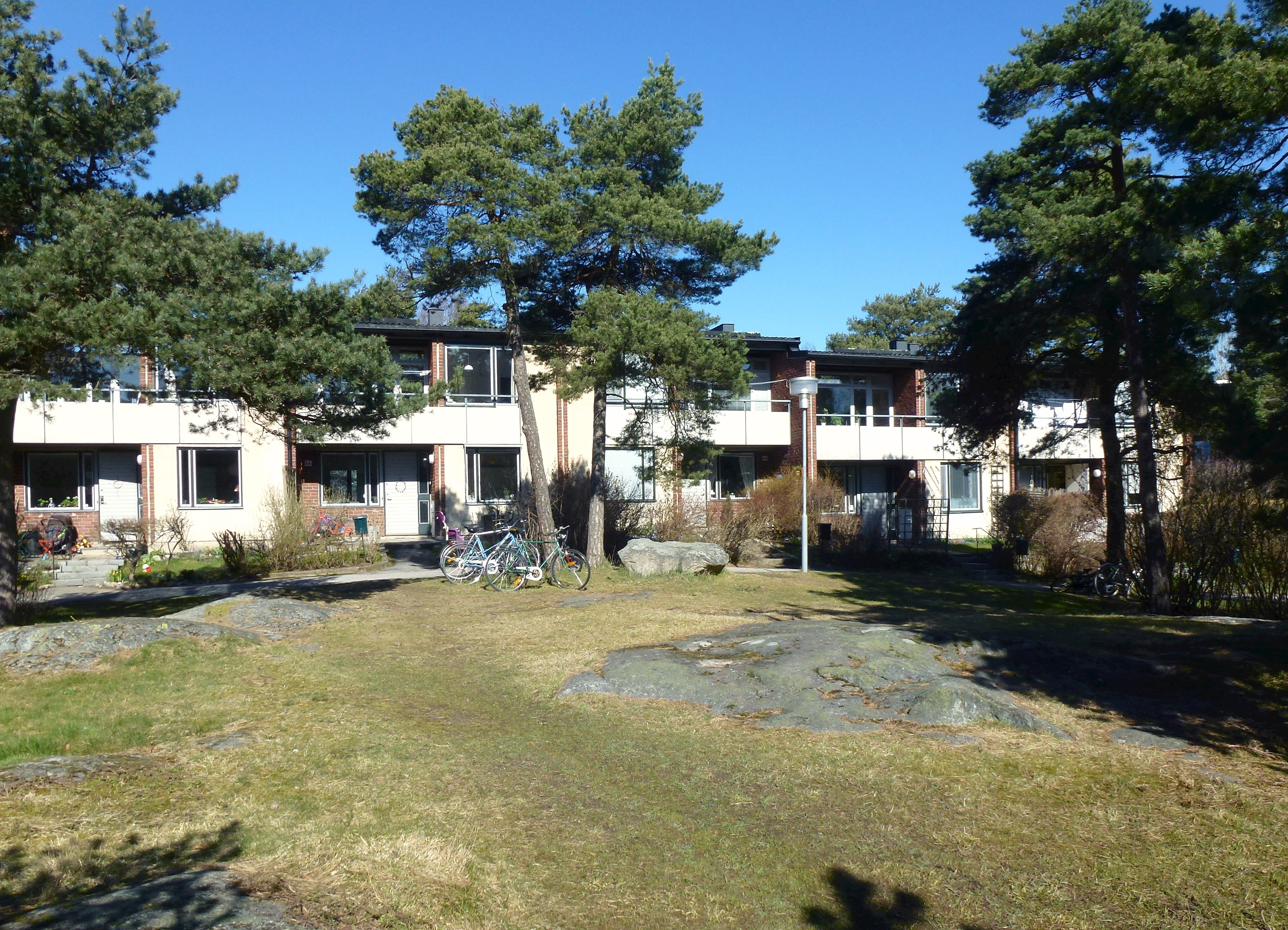
Riksrådsvägens radhusområde
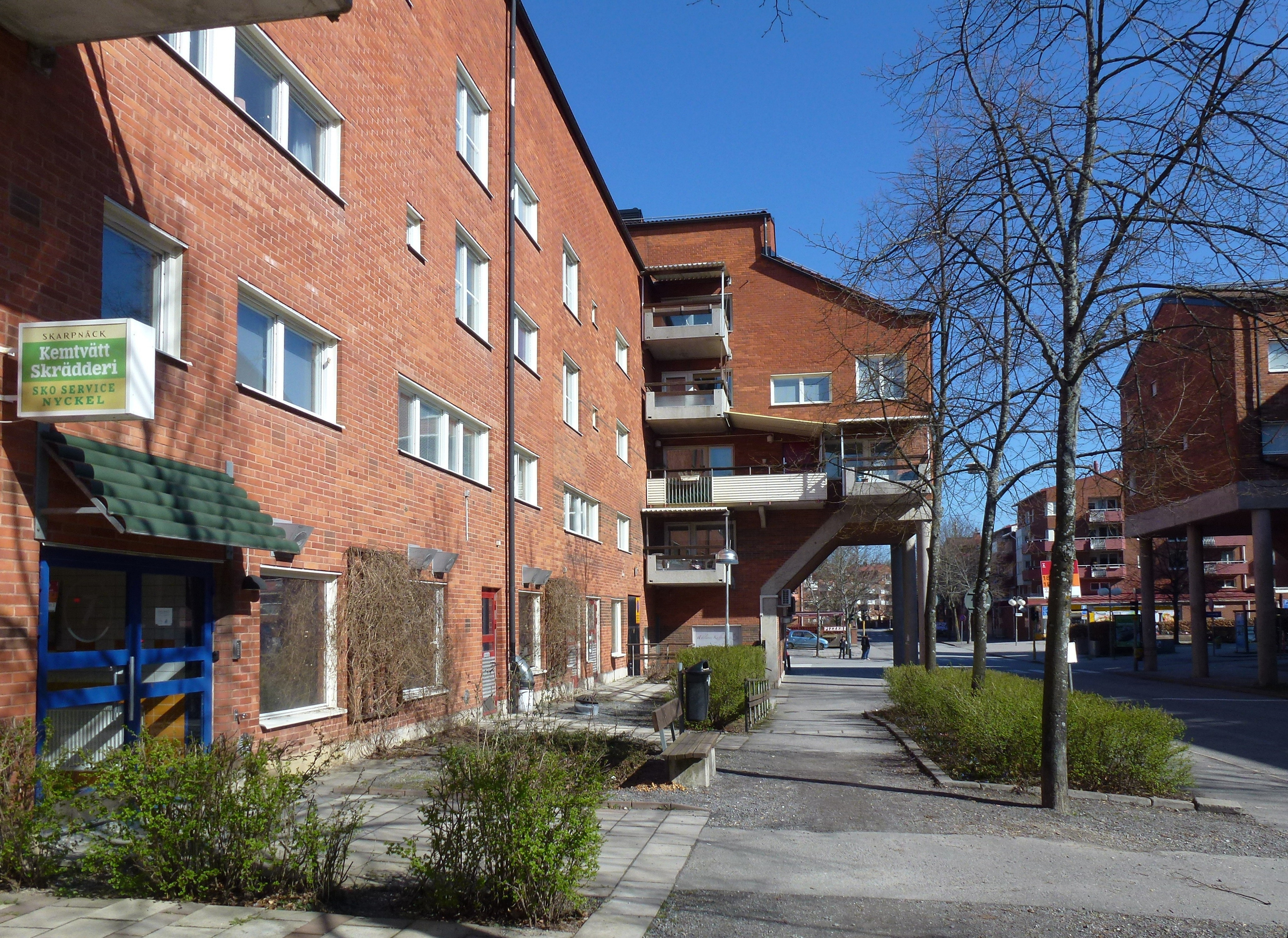
Pilotgatan
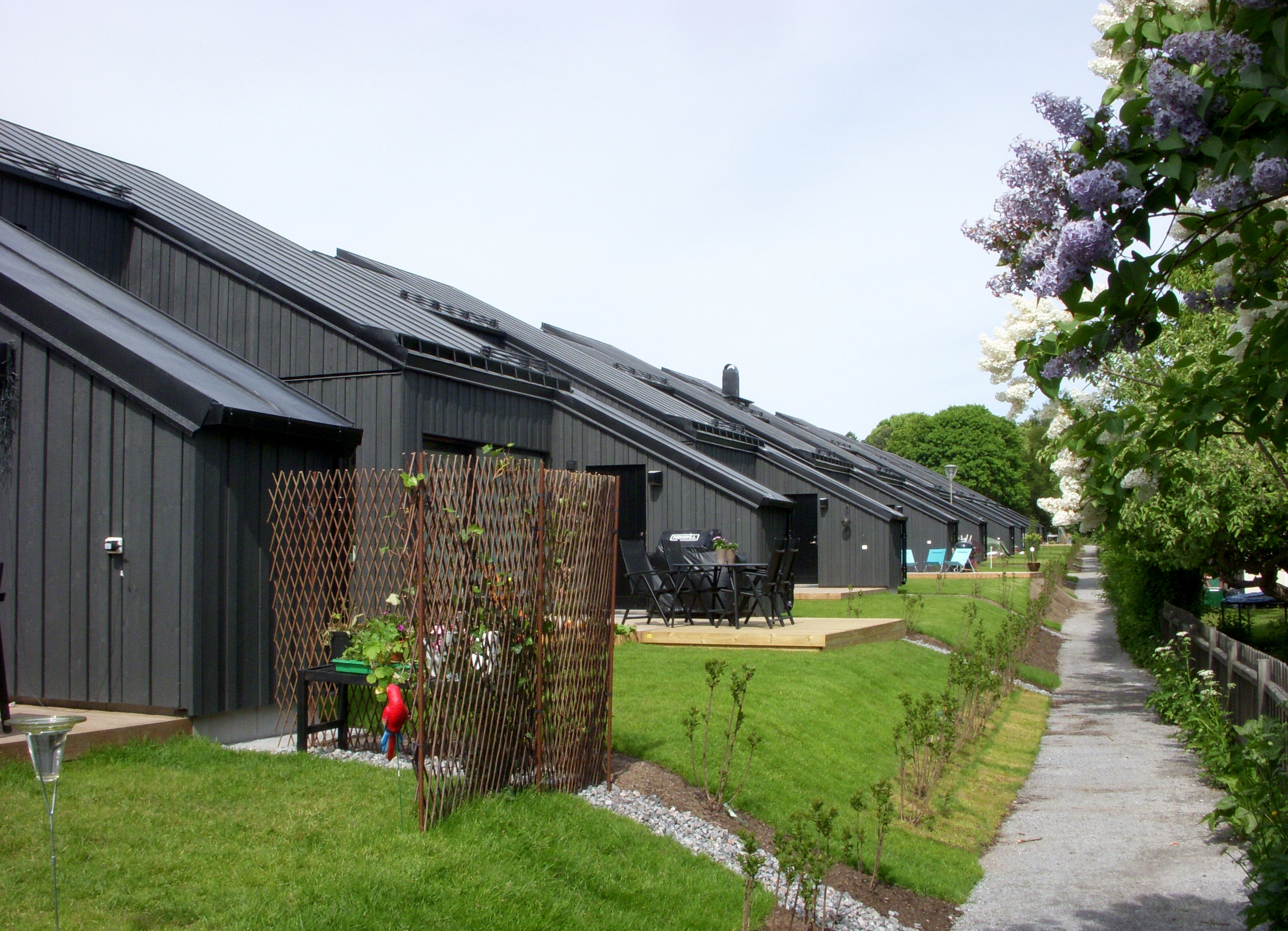
Kvarteret Sparsamheten
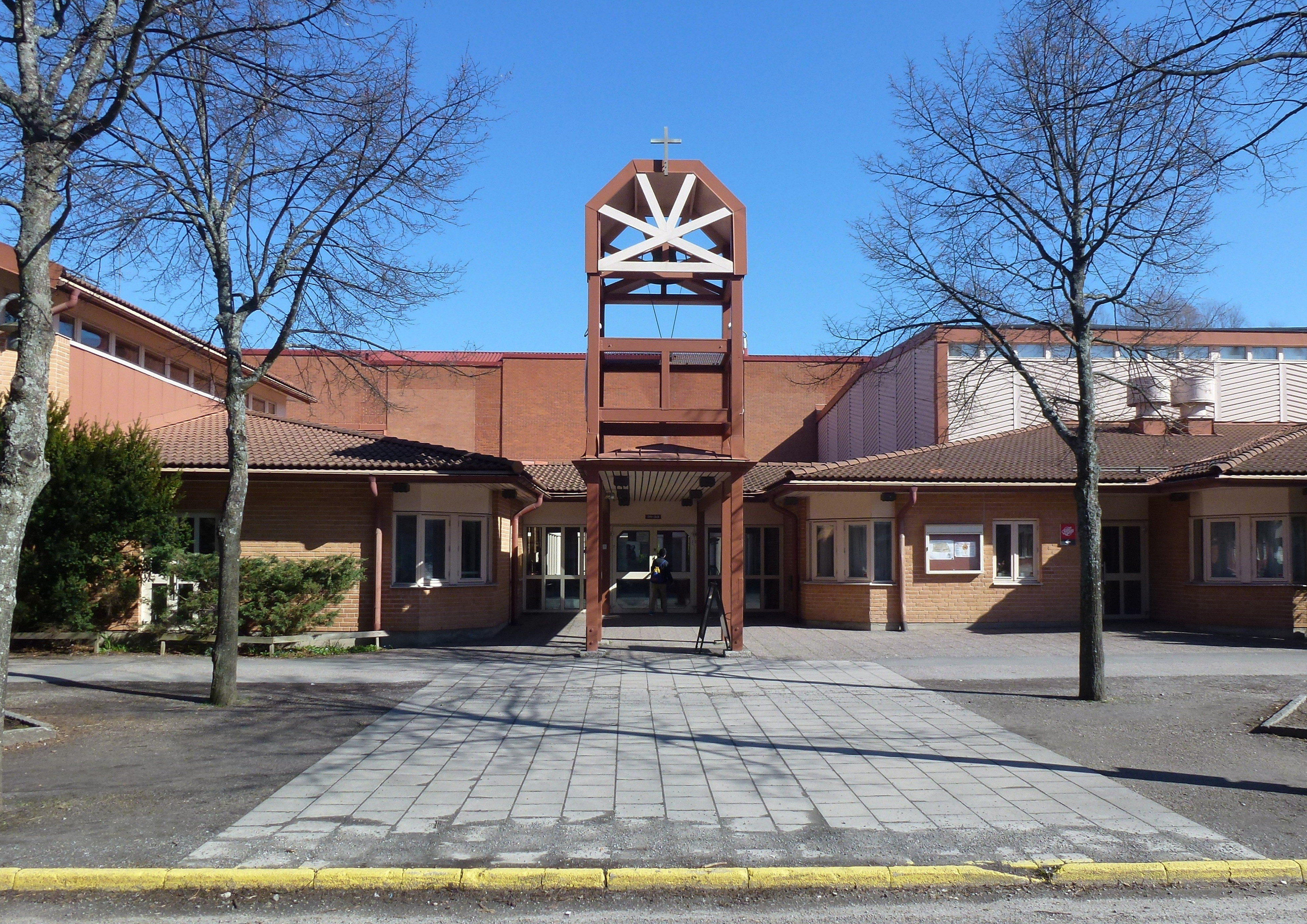
Skarpnäckskyrkan 2014.